# IC 1736
IC 1736 ist eine Spiralgalaxie vom Hubble-Typ Sbc im Sternbild Widder auf der Ekliptik. Sie ist schätzungsweise 235 Millionen Lichtjahre von der Milchstraße entfernt und hat einen Durchmesser von etwa 75.000 Lichtjahren. Vom Sonnensystem aus entfernt sich die Galaxie mit einer errechneten Radialgeschwindigkeit von näherungsweise 5.200 Kilometern pro Sekunde.
Sie ist Teil der zehn Mitglieder zählenden Lyons Groups of Galaxies LGG 36 um PGC 7104. 
Im selben Himmelsareal befinden sich unter anderem die Galaxien PGC 6885, PGC 6889, PGC 1549443, PGC 1554105.
Das Objekt wurde am 23. Dezember 1897 vom französischen Astronomen Stéphane Javelle entdeckt.